# Anders Fønss
Anders Fønss (ur. 20 czerwca 1988) – duński piłkarz występujący na pozycji napastnika.

## Życiorys
Jako junior występował w FIF Hillerød, B 1909, Fjordager IF i Næsby BK. W Næsby rozpoczynał również swoją seniorską karierę w 2006 roku. Na początku 2007 roku został zawodnikiem SønderjyskE, a po zakończeniu sezonu podpisał kontrakt z FC Fyn, w którym grał przez dwa lata. W 2010 roku wrócił do Næsby, a rok później do B 1909. Po krótkim okresie gry w Otterup B&IK, w latach 2012–2017 występował w Tarup-Paarup IF. W 2017 roku był grającym trenerem Strib IF, po czym wrócił do Tarup-Paarupm zdobywając awans do 2. division w 2018 roku. W 2019 roku był piłkarzem BK Marienlyst, a w rundzie wiosennej sezonu 2019/2020 ponownie występował w Tarup-Paarup. Następnie został graczem Agedrup-Bullerup BK.
Zagrał w piłkarskiej reprezentacji Danii w meczu 5 września 2018 roku ze Słowacją. Występ Fønssa miał związek z protestem podstawowych reprezentantów kraju, którzy nie potrafili porozumieć się z DBU. Fønss wszedł na boisko w 71 minucie, zmieniając Madsa Bertelsena. Dania przegrała mecz 0:3.